# Dolomiten-Hauswurz
Die Dolomiten-Hauswurz (Sempervivum dolomiticum) ist eine Art aus der Gattung Hauswurzen (Sempervivum) innerhalb der Familie der Dickblattgewächse (Crassulaceae). Sie ist in den Dolomiten endemisch.

## Beschreibung

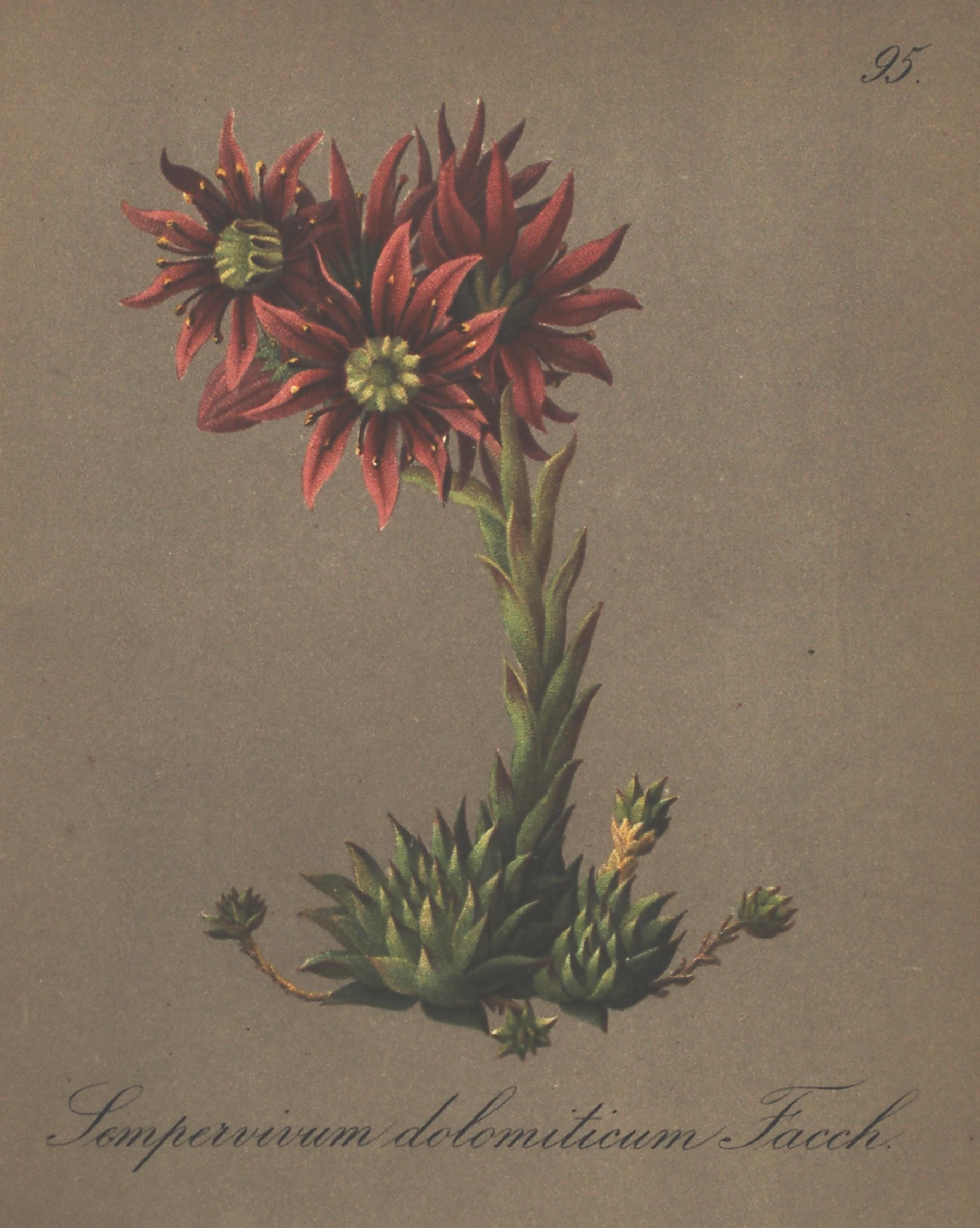
Illustration aus Die Alpenpflanzen nach der Natur gemalt, S. 95

### Vegetative Merkmale
Die Dolomiten-Hauswurz sukkulente, ausdauernde Pflanze. Die Pflanzenteile sind frei von Harzgeruch.
Die Blattrosetten weisen Durchmesser von 1 bis 5 Zentimetern auf. Die Rosettenblätter sind bei einer Breite von 3 bis 5 Millimetern länglich-lanzettlich und allmählich zugespitzt, häufig mit brauner oder roter Spitzenfärbung. Die äußeren Blätter sind oft rot überlaufen. Die Rosettenblätter sind wie auch der Stängel auf den Flächen drüsig behaart. Die Haare an den Blattspitzen sind kräftiger als die an den Blattseiten, die der Blattseiten länger als die der Blattflächen. Die Stängelblätter sind lanzettlich oder länglich mit spitzem oberen Ende, an der Spitze braunrot und ebenso gesprenkelt.

### Generative Merkmale
Die Blütezeit reicht von Juli bis September. Ihre Blühtriebe können 5 bis etwa 15 Zentimeter hoch werden. Der Blütenstand ist wenig verzweigt und enthält drei bis sechs Blüten. Die Kelchzipfel sind drüsig behaart und kupferrot. Die Blütenkrone ist rosarot bis purpurfarben. Die 13 bis 16 Kronblätter sind 9 bis 10 Millimeter lang, mit dunklerem Mittelnerv, dabei doppelt so lang wie die Kelchzipfel. Die Kronblätter sind an der Unterseite und am Rand drüsenhaarig. Die Staubfäden sind braun-rot und kahl. Der Fruchtknoten ist feindrüsig behaart.
Die Chromosomenzahl beträgt 2n = 72.

## Vorkommen
Die Dolomiten-Hauswurz ist in den Dolomiten endemisch, das Verbreitungszentrum sind die Pragser Dolomiten und das benachbarte Fanes/Sennes-Gebiet.
Sie wächst in Felsfluren und steinigen Magerrasen über Dolomit, aber auch Kalk, in der subalpinen bis alpinen Höhenstufe in Höhenlagen von 1600 bis 2500 Metern.

## Taxonomie
Die Erstbeschreibung von Sempervivum dolomiticum erfolgte 1855 durch Francesco Facchini in Zeitschrift des Ferdinandeums für Tirol und Vorarlberg III, 5: 56.